# Raiffeisenbank Lutzerather Höhe
Die Raiffeisenbank Lutzerather Höhe eG war eine deutsche Genossenschaftsbank mit Sitz in Lutzerath. Das Geschäftsgebiet umfasste weite Teile der Verbandsgemeinde Ulmen sowie die Gemeinden Faid und Dohr in der Verbandsgemeinde Cochem im Landkreis Cochem-Zell, Rheinland-Pfalz. 
Im Jahr 2014 erfolgte die Verschmelzung auf die Raiffeisenbank Kaisersesch-Kaifenheim eG mit Sitz in Kaisersesch, welche ihren Namen mit der Fusion in Raiffeisenbank Eifeltor eG änderte.

## Geschäftsgebiet und Geschäftstätigkeit
Die Bank betrieb fünf Filialen in Alflen, Büchel, Faid, Gevenich und Lutzerath. Hier wurden sowohl Privat- als auch Firmenkunden beraten und betreut. Das Kerngeschäft war das Einlagen- und Kreditgeschäft. Daneben vertrieb die Bank auch Produkte der Unternehmen der genossenschaftlichen FinanzGruppe.

## Finanzgruppe
Die Zentralbank der Raiffeisenbank Lutzerather Höhe eG war die WGZ-Bank. Als Genossenschaftsbank war sie außerdem in die genossenschaftliche FinanzGruppe der Volksbanken und Raiffeisenbanken eingebunden. Zu ihren Verbundpartnern gehörten u. a. die Bausparkasse Schwäbisch Hall, R+V Versicherung und Union Investment. Die Raiffeisenbank Lutzerather Höhe eG war Mitglied der Sicherungseinrichtung des Bundesverbandes der Deutschen Volksbanken und Raiffeisenbanken e.V. (BVR).